# John H. Bartlett

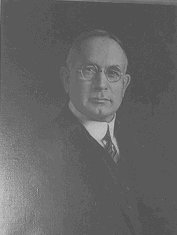
John H. Bartlett

John Henry Bartlett (* 15. März 1869 in Sunapee, Sullivan County, New Hampshire; † 19. März 1952 in Portsmouth, New Hampshire) war ein US-amerikanischer Politiker und von 1919 bis 1921 Gouverneur des Bundesstaates New Hampshire.

## Frühe Jahre und politischer Aufstieg
John Bartlett besuchte bis 1894 das Dartmouth College. Während eines anschließenden Jurastudiums war er auch als Lehrer tätig. Nach seiner Zulassung als Rechtsanwalt wurde er Mitglied einer Anwaltskanzlei in Portsmouth. Politisch wurde Bartlett Mitglied der Republikanischen Partei. Zwischen 1899 und 1907 war er Leiter der Poststelle in Portsmouth. In den Jahren 1905 und 1906 gehörte er dem Beraterstab von Gouverneur John McLane an. John Bartlett war auch an den Vorbereitungen zu der im Jahr 1905 in Portsmouth tagenden Friedenskonferenz beteiligt, die den Russisch-Japanischen Krieg beendete und letztlich Präsident Theodore Roosevelt den Friedensnobelpreis einbrachte. Im Jahr 1916 war Bartlett Präsident des regionalen Konvents seiner Partei für New Hampshire. Zwischen 1917 und 1918 saß er als Abgeordneter im Repräsentantenhaus von New Hampshire.

## Gouverneur von New Hampshire und weiterer Lebenslauf
Im Jahr 1918 wurde John Bartlett zum neuen Gouverneur seines Staates gewählt. Er trat seine zweijährige Amtszeit am 6. Januar 1919 an. In diesen Jahren wurden die Kommunen des Staates ermächtigt, in eigener Regie Straßen und U-Bahnen zu betreiben. Damals wurde auch ein Ausschuss gebildet, der die Ausgaben der einzelnen Regierungsstellen überprüfte. Gouverneur Bartlett verzichtete im Jahr 1920 auf eine erneute Kandidatur.
Nach seiner Gouverneurszeit wurde er im Juli 1921 als Nachfolger von Martin A. Morrison Präsident der Civil Service Commission. Im Jahr 1922 war er in leitender Funktion (Assistant Postmaster General) beim US-Postministerium beschäftigt. Zwischen 1929 und 1939 war er für die amerikanische Seite Vorsitzender der International Joint Commission, einer amerikanisch-kanadischen Kommission zur Regelung offener Fragen zwischen den beiden Staaten. In den 1930er Jahren wurde er ein Anhänger der von Präsident Franklin D. Roosevelt betriebenen New-Deal-Politik. Aus diesem Grunde wechselte er auch in jener Zeit zur Demokratischen Partei. Nach seiner Zeit im amerikanisch-kanadischen Ausschuss zog sich Bartlett in den Ruhestand zurück. Er starb im März 1952 und wurde in Portsmouth beigesetzt. Gouverneur John Bartlett war zweimal verheiratet und hatte ein Kind.